# Ibrahim Kutluay
Ibrahim Kutluay (Istanboel, 7 januari 1974) is een voormalig Turkse basketballer.
Ibrahim Kutluay begon in 1984 met basketballen bij de jeugd van Fenerbahçe. In 1991 werd hij naar de senioren gehaald. Kutluay viel op door zijn vele driepunters, en door het feit dat hij met een gemiddelde van 21.4 punten per wedstrijd in 1998/99 eerste werd (bij de driepuntenschoten) in de EuroLeague Men. In 1999 vertrok hij naar de Turkse basketbalgigant Efes Pilsen SK. Eén jaar later vertrok de Turk naar Griekenland om te basketballen bij AEK Athene en Panathinaikos. Kutluay deed het in Griekenland zeer goed en hij werd verscheidene malen verkozen tot Most Valuable Player. Voordat hij aan zijn tweede periode in Griekenland begon, tekende Kutluay een contract bij Ülkerspor, en ging hij niet veel later op avontuur in de Verenigde Staten. Kutluay ging, op een vrij hoge leeftijd, basketballen bij Seattle SuperSonics. Hiermee werd hij de vierde Turkse basketballer die zijn brood ging verdienen in de NBA. Kutluay zou hier echter weinig succesvol worden en al snel ging hij terug naar Griekenland. In 2005 tekende de basketballer een tweejarig contract bij Ülkerspor. Na het fuseren van Ülkerspor met Fenerbahçe, ging hij basketballen bij Fenerbahçe Ülker. Hier werd Kutluay, als aanvoerder van het team, kampioen van Turkije in 2007, het jubileumjaar van Fenerbahçe.

## Hoogtepunten
Fenerbahçe

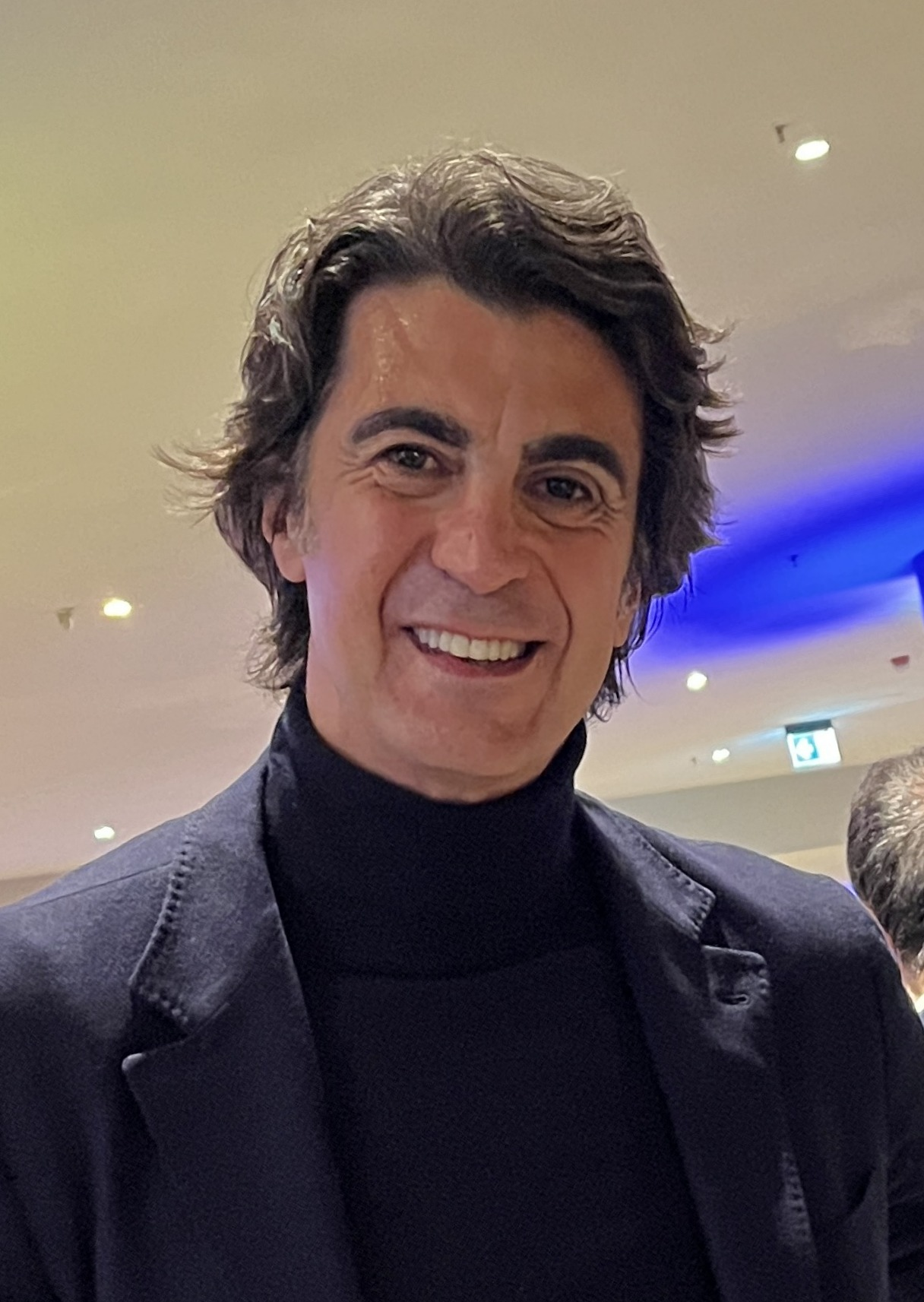
2024

- 1991 - Wereldkampioen met Çavuşoğlu College
- 1990-91 Turkse Kampioen
- 1993-94 Turkse Super Cup
- 1996 Eurostars Istanbul
- 1997 Eurostars Berlijn
- 1999 Eurostars Moskou
- 1999 Eurostars driepunten winnaar

Efes Pilsen SK
- 2000 3e plaats Euroleague

AEK Athene
- 2001 3e plaats Euroleague
- 2001 Griekse Cup
- 2001 Griekse Allstar MVP

Panathinaikos BC
- 2002 Euroleague Kampioen
- 2002 Griekse Allstar MVP
- 2002 Griekse Allstar driepunten winnaar
- 2003 Griekse Kampioen
- 2003 Griekse Beker
- 2003 Griekse Allstar MVP
- 2003 Griekse Competitie MVP
- 2003 Griekse Beker MVP
- 2004 Griekse Allstar MVP
- 2005 3e plaats Euroleague
- 2005 Griekse Kampioen
- 2005 Griekse Beker
- 2005 Griekse Allstar MVP

Ülkerspor
- 2004 Turkse Presidentsbeker
- 2005 Turkse Beker
- 2005 Turkse Presidentsbeker
- 2006 Turkse Presidentsbeker

Fenerbahçe Ülkerspor
- 2007 Turkse Kampioen

Turks nationaal basketbalteam
- 2001 Tweede plaats Europese Beker
- 2006 Zesde plaats Wereld Beker